# 2012年の日本プロ野球
2012年の日本プロ野球（2012ねんのにほんぷろやきゅう）では、2012年の日本プロ野球（NPB）における動向をまとめる。

## できごと

### 1月
- 5日
  - 横浜DeNAベイスターズが2012年シーズンのスローガン『熱いぜ!横浜DeNA』を発表[1]。
- 6日
  - 横浜DeNAベイスターズが、元広島東洋カープのジオ・アルバラードの獲得を発表[2]。
- 9日
  - 千葉ロッテマリーンズが、元読売ジャイアンツのセス・グライシンガーの獲得を発表[3]。
- 10日
  - 千葉ロッテマリーンズの監督の西村徳文が2012年シーズンのスローガンを『和のもと ともに闘おう!』に決定したと発表[4]。
  - ポスティングシステムによるメジャー入りを断念した中島裕之が埼玉西武ライオンズと契約交渉し、西武残留が決定[5]。
- 11日
  - 横浜DeNAベイスターズは、読売ジャイアンツにFA移籍した村田修一の人的補償として藤井秀悟の獲得を発表[6]。また、高森勇気の登録名を「勇気」から「勇旗」に変更することも発表された[7]。
  - 福岡ソフトバンクホークスは新外国人選手として、メジャーリーグで通算244試合登板のレニエル・ピントの獲得を発表[8]
  - 読売ジャイアンツは中谷仁の背番号を58から44に変更[9]。
- 12日
  - 読売ジャイアンツはFAで千葉ロッテマリーンズに復帰したサブローの人的補償として高口隆行の獲得を発表[10]。
  - 福岡ソフトバンクホークスはFAで読売ジャイアンツに移籍した杉内俊哉の人的補償を求めないと発表、金銭補償を受け取ることになった[11]
- 13日
  - 2012年の野球殿堂入りが発表され、競技者表彰のプレーヤー部門で、北別府学、津田恒実の2名が選出された。エキスパート部門は該当者なし。また特別表彰には、元全日本アマチュア野球連盟会長の長船騏郎と、元芝浦工業大学学長が大本修選出[12]。
  - 読売ジャイアンツがジョン・ボウカーとの契約を発表[13]
- 14日
  - 前東北楽天ゴールデンイーグルスの岡本真或が現役引退を表明[14]
- 15日
  - 中日ドラゴンズが川井雄太の登録名を「雄太」に、小林正人の登録名を「小林正」に変更する事を発表[15]。
- 18日
  - 福岡ソフトバンクホークスはエディソン・バリオスを育成選手として再契約。
- 19日
  - 日本野球機構(NPB)はこの日、2012年度から審判員が公式戦で着用するウェア、防具を発表。球審が着用するジャケットが2004年以来8年ぶりに復活。また、同機構は初めて審判への用具提供契約をSSK、ミズノ、ウイルソンの3社と締結した事を発表した。
- 21日
  - 東北楽天ゴールデンイーグルスが2012年シーズンのスローガン『Smart&Spirit2012 ともに、前へ。』を発表[16]。
- 23日
  - NPBが12球団の現役若手選手を中心に実施したセカンドキャリアに関する意識調査の結果を発表。7割が引退後の生活に不安を持っていることがわかった
- 24日
  - プロ野球実行委員会にて、前年に引き続き、節電のため、試合開始から3時間半を超えて新しい延長回に入らないというルールを継続することを決定。
- 26日
  - パ・リーグが今季の日程詳細を発表、3月30日に楽天対ロッテ戦（Kスタ宮城）など開幕戦3試合を実施、楽天は球団創設8年目で初の本拠地開幕。
  - 北海道日本ハムファイターズが2012年シーズンのスローガン『9+（ナインプラス）』を発表
- 27日
  - 福岡ソフトバンクホークスが2012年シーズンのスローガン『V V（ブイブイ）』を発表[17]。
  - 埼玉西武ライオンズが、親会社である西武鉄道の創業100周年記念企画の一環として、ユニフォームのデザインを公募することを発表。審査で選ばれた作品は8月に西武ドームで開催の公式戦主催試合で着用[18]。
- 28日
  - 中日ドラゴンズは、前MLBアトランタ・ブレーブスの川上憲伸との入団契約が合意した事を発表。川上は4年ぶりの古巣復帰で、背番号は4年前までと同様11[19]。
- 29日
  - 横浜DeNAベイスターズが新ユニフォームを発表。ホーム用は4年ぶりに縦縞が復活したほか、ビジター用は濃紺を基調としたものとなった[20]。
- 30日
  - セ・リーグは、リーグ優勝の栄誉を讃えて2012年シーズンより前年度チャンピオンチームに対して『リーグチャンピオン・エンブレム』を製作し、授与。2011年セ優勝チームの中日がユニフォームの右袖にチャンピオン・エンブレムを着用して戦うこととなった[21]。
  - 中日ドラゴンズが新ユニフォームを発表。アシックス社製ローリングスブランドを使用し、デザインは1954年の日本シリーズ優勝時をイメージ、チームカラーのブルー・レッド・ホワイトを用いたほか、ホーム用のロゴは2003年以前に復した[21]。
- 31日
  - 阪神タイガースが新ユニフォームを発表。

### 2月
- 2日
  - 読売ジャイアンツは元代表の清武英利による球団会長の渡邉恒雄への告発問題で名誉を棄損されたとして、巨人と球団親会社の読売新聞グループ本社が清武に対し計1億円の損害賠償を求めた民事裁判の第1回口頭弁論が東京地方裁判所で開かれた。巨人・読売サイドと清武サイドの双方が対決姿勢
- 5日
  - 福岡ソフトバンクホークスは新外国人として、ブラッド・ペニーの獲得を発表[22]。
  - 東北楽天ゴールデンイーグルスが元阪神の下柳剛の獲得を発表。
- 7日
  - 東北楽天ゴールデンイーグルスの田中将大が2011年12月、自動車運転中に自転車の女性をはね、怪我を負わせる事故を起こした件について、仙台東警察署は田中を自動車運転過失傷害の疑いで書類送検した
- 12日
  - 横浜DeNAベイスターズが、春季キャンプにテスト参加していた元MLBマイナーリーグ所属のオスカー・サラサーとの契約を発表。
- 13日
  - 中日ドラゴンズがキャンプ地の沖縄県北谷町と協力し、東日本大震災の被災地支援や北谷町の学校教育活動参画など、地域活動強化を発表。また同日、春季キャンプにテスト参加していたドミニカ共和国出身のビクトル・ディアス外野手と正式契約、背番号は44
- 20日
  - 前読売ジャイアンツのマーク・クルーンが現役引退することを、自身のTwitterで明らかにした[23]。

### 3月
- 8日
  - セ・リーグが2012年度から予告先発制度を導入する事を決定[24]
  - NPB12球団オーナー会議にて、日本野球機構の一般社団法人移行のための定款が承認された。
- 10日
  - 広島東洋カープの嶋重宣と西武の江草仁貴のトレードが成立。
- 15日
  - 読売ジャイアンツが、球界で定められた新人契約金の最高標準額を超過する契約を多数の選手と結んでいたことが判明、朝日新聞が報じた[25]。
- 24日
  - 福岡ソフトバンクホークスの親会社のソフトバンクが、ソフトバンク球団の本拠地である福岡Yahoo!JAPANドームを870億円で買収することを発表
- 28日
  - オリックス・バファローズが、元ニューヨーク・ヤンキースの井川慶を獲得。2年契約で、背番号は29[26][27]。
- 30日
  - 日本プロ野球のセ、パ両リーグ開幕戦が行われる[28]
  - 北海道日本ハムファイターズの斎藤佑樹が開幕戦の対西武戦（札幌ドーム）で9対1[29]でプロ入り初完投勝利。開幕戦での初完投勝利はプロ野球史上50年ぶり、パ・リーグでは62年ぶり[30]
  - 横浜DeNAベイスターズの球団初公式戦の対阪神戦が京セラドーム大阪で行われ、延長10回、5対5の引き分けに終わる[31]。
  - 阪神タイガースの関本健太郎が開幕戦ではセ・リーグ7本目の代打本塁打、逆転したのは初[30]。
- 31日
  - 埼玉西武ライオンズの中島裕之が対日本ハム戦（札幌ドーム）で2リーグ制以降では初の1イニング2盗塁刺。1度目は牽制球で飛び出しランダウンプレーになったが二塁手・田中賢介の悪送球で一塁に帰塁。これが盗塁刺と記録され、再度牽制球で飛び出しアウトになった盗塁刺によるもの。[32]また、嶋重宣が対日本ハム戦（札幌ドーム）でプロ野球史上448人目の通算1000試合出場[30]。

### 4月
- 1日
  - 北海道日本ハムファイターズの新オーナーに小林浩（日本ハム本社社長）がこの日付で就任。前任の大社啓二はオーナー代行となった
  - 中日ドラゴンズの山本昌が広島東洋カープ戦（ナゴヤドーム）セ・リーグ史上最年長登板。谷繁元信との合わせて87歳11カ月の日本プロ野球最年長記録のバッテリーが組まれる。広島の先発は22歳9カ月の野村祐輔で24歳差対決となった[30]。試合は延長10回、2対2の引き分け[33]。
- 3日
  - この日開催予定だった西武対ロッテ1回戦（西武ドーム）が、日本海上に位置する低気圧の影響で関東地方に暴風雨が襲来し、交通機関などに影響が出ることが予想されることから観客の安全などに配慮して中止を決定した[34]。
- 4日
  - 楽天対ソフトバンク戦（Kスタ宮城）で、楽天が5盗塁、ソフトバンクが7盗塁でパ・リーグタイ記録の1試合12盗塁[35]
- 5日
  - 中日ドラゴンズは開幕から1分を挟んで4連勝、すべての勝利打点を森野将彦が挙げており、開幕から4戦連続はプロ野球史上初[36]。
  - 東京ヤクルトスワローズの宮本慎也が三塁手の守備機会無失策を214として、1969年の長嶋茂雄を抜いてリーグ新記録[37]。
- 11日
  - 読売ジャイアンツとオリックス・バファローズが共に開幕から11試合目でチーム初本塁打。開幕から10試合以上本塁打がなかったのは、1955年の近鉄の11試合以来[38]。
- 12日
  - コミッショナー・加藤良三は11日の「広島対阪神」2回戦で挑発行為により退場処分となったクレイグ・ブラゼル（阪神）に対し厳重注意、制裁金10万円の処分を科した[39]。
- 15日
  - 中日ドラゴンズの山本昌が対阪神戦（甲子園）で先発し8回2安打無失点で2季ぶりに勝利投手となった。46歳8カ月4日での先発勝利は、1948年の阪急の浜崎真二の46歳8カ月ちょうどを64年ぶりに更新するプロ野球最年長記録[40][41]。
- 19日
  - コミッショナーの加藤良三は18日のイースタン・リーグ「西武対巨人」5回戦（西武第二球場）にて、審判員への暴言で退場となった西武の高山久に対し、厳重注意、制裁金5万円の処分を科した[42]。
  - 阪神タイガースの浅井良がこの日、国内FA資格を取得。出場登録日数が8年に達したため。
- 25日
  - 中日ドラゴンズの谷繁元信が対ヤクルト戦の7回表に本塁打で、日本プロ野球新記録のプロ入り以来24年連続本塁打[43]
- 28日
  - 福岡ソフトバンクホークスの本多雄一の2010年4月13日から続いていた連続フルイニング出場がストップ[43]。
- 29日
  - 横浜DeNAベイスターズが1995年の阪神以来の月間7試合完封負け[43]。
- 30日
  - 中日ドラゴンズの山本昌が、対DeNA5回戦（ナゴヤドーム）で、球団新記録の通算212勝目[24]

### 5月
- 1日
  - 埼玉西武ライオンズはこの日、前身の西鉄ライオンズ時代の稲尾和久の背番号24を西武球団では初の永久欠番とすることを発表[24]。
  - オリックス・バファローズのアーロム・バルディリスが対西武戦で4月30日に続き、日本プロ野球タイ記録の2試合連続サヨナラ本塁打。プロ野球史上9人目、パ・リーグ史上3人目[44]。
- 6日
  - 中日ドラゴンズの山本昌(46歳8カ月)が対DeNA戦（横浜）で筒香嘉智（20歳5カ月）に2打席連続本塁打を打たれる。年齢差26歳3カ月の本塁打はプロ野球史上最長新記録[45]。
- 8日
  - 福岡ソフトバンクホークスのブラッド・ペニーが退団。4月4日の対楽天戦に登板しただけだった[24]。
  - 阪神タイガースの平野恵一が国内FA資格を取得。出場選手登録日数が8年に達したため[46]。
- 9日
  - コミッショナー・加藤良三は8日の「中日対ヤクルト」7回戦（豊橋市民球場）にて、審判員への暴言で退場となったラスティングス・ミレッジ（ヤクルト）に対し厳重注意、制裁金10万円の処分を科した[47]。
- 12日
  - 北海道日本ハムファイターズの中嶋聡が対西武戦（函館）で9回の守備で今季初出場で、歴代2位の実働26年[44]。
- 14日
  - プロ野球実行委員会で、2013年の公式戦日程について、3月29日にセ・パ同時開幕することを決定[48]。
- 18日
  - 広島東洋カープの2000年ドラフト1位で、2010年度から育成選手となっていた河内貴哉が支配下選手登録[49]
- 23日
  - 18日に支配下選手登録された、広島の河内貴哉が対ソフトバンク戦（ヤフードーム）で1482日ぶりに一軍登板[49]。
- 27日
  - 読売ジャイアンツの星野真澄が対日本ハム戦（東京ドーム）で、育成選手出身としては4人目の勝利投手[50]。
  - 東北楽天ゴールデンイーグルスの釜田佳直が対ヤクルト戦で球団史上2人目の高卒新人での勝利投手[51]。
- 30日
  - 埼玉西武ライオンズの中島裕之が出場選手登録日数が9年に達し、海外FA権を取得[52]。

### 6月
- 6月5日
  - 読売ジャイアンツの山口鉄也が対ソフトバンク戦で9回1死で明石健志に本塁打を打たれ、開幕からの連続無失点イニングが歴代9位の24でストップ[53]。
- 6月6日
  - 埼玉西武ライオンズは新外国人選手として、元ソフトバンクのホセ・オーティズの獲得を発表[54]。
- 6月8日
  - DeNAは新外国人選手として、元楽天のランディ・ルイーズの獲得を発表[55]。
- 6月13日
  - 読売ジャイアンツのレビ・ロメロと福元淳史、福岡ソフトバンクホークスの久米勇紀と立岡宗一郎の2対2の交換トレードが成立、両球団から発表された[56]。
- 6月16日
  - 読売ジャイアンツが対楽天戦（Kスタ宮城）に勝利し、球団初のセ・パ交流戦優勝[24]。セ・リーグ球団の優勝は交流戦8年目で初[57]。
- 16日
  - 千葉ロッテマリーンズの岡田幸文が対阪神戦（千葉）で、プロ入り初失策を記録。連続守備機会無失策が604でストップ[24]
- 17日
  - 中日ドラゴンズの高橋周平が対オリックス戦（京セラドーム）で寺原隼人から、プロ入り初本塁打。18歳4カ月での本塁打はドラフト制導入以降の史上最年少[24]
- 20日
  - セ・パ交流戦全日程終了、パ・リーグが67勝66敗11分けで3年連続7度目の勝ち越し[58]。なお、最優秀選手(MVP)は巨人の内海哲也、また優秀選手に贈られる「日本生命賞」はセが巨人の杉内俊哉、パは日本ハムの吉川光夫が選出された[59]。
  - 読売ジャイアンツの監督の原辰徳が1988年ごろに起こした女性問題で1億円を支払っていた事を認め、謝罪。[24]
- 21日
  - 広島東洋カープが新外国人選手としてブラッド・エルドレッドの獲得を発表[60]。
- 22日
  - 横浜DeNAベイスターズのクレイトン・ハミルトンが契約解除[61]。
- 24日
  - DeNAの藤田一也と楽天の内村賢介の交換トレードが成立、両球団から発表された[62]。

### 7月
- 4日
  - 横浜DeNAベイスターズは新外国人選手として、ボビー・クレイマーを獲得。
- 6日
  - 東北楽天ゴールデンイーグルスが新外国人として、ブレット・ハーパーを獲得[63]。
- 7日
  - 福岡ソフトバンクホークスの明石健志が対日本ハム戦の9回表第5打席にて、乾真大に19球投げさせた末四球を選び、プロ野球最多タイ記録の1打席19球。史上2人目[64]。
- 10日
  - 千葉ロッテマリーンズが前半戦を首位で折り返す。前年度最下位の首位折り返しは史上初[24]
- 12日
  - コミッショナーに加藤良三を再任。12球団オーナー会議にて承認され、任期は同日より2015年まで3年間[65]。
  - 読売ジャイアンツの契約金を巡る朝日新聞の報道について、朝日新聞社の第三者機関「報道と人権委員会」は同球団が求めている訂正記事の申し立てについて認めないとする見解を発表。同球団は同新聞に対し訴訟を起こす方針を明らかにした[66]。
- 18日
  - 北海道日本ハムファイターズは新外国人投手として、ダスティン・モルケンを獲得。
- 20日
  - 日本プロ野球選手会が臨時大会を開き、2013年3月開催予定の第3回ワールド・ベースボール・クラシックについて、日本代表チームとしての不参加を決議した[67]。
- 24日
  - 福岡ソフトバンクホークスのアレックス・カブレラが退団。
- 27日
  - 千葉ロッテマリーンズは新外国人選手のウィル・レデズマ、ダグ・マシスを獲得[68]。
- 28日
  - 福岡ソフトバンクホークスは新外国人選手のブランドン・アレンを獲得[69]。
- 31日
  - 東北楽天ゴールデンイーグルスのオーナー兼社長の島田亨が退任。なお、取締役は留任[70]。

### 8月
- 1日
  - 東北楽天ゴールデンイーグルスは前球団オーナー兼社長の島田亨の退任に伴い、立花陽三が新球団社長に就任。同時に球団会長の三木谷浩史がオーナー職に復帰[70]。
- 9日
  - 福岡ソフトバンクホークスは近田怜王を投手から外野手へ登録変更[71]。
- 11日
  - 中日ドラゴンズ二軍投手コーチの稲葉光雄が脳内出血のため急逝（享年63）[72]。
- 14日
  - 福岡ソフトバンクホークスの小久保裕紀が2012年限りでの現役引退を表明[73]。
- 20日
  - 日本プロ野球選手会が不参加を表明しているWBCの出場問題について、NPBは日本代表のスポンサー権などが日本側に帰属することをWBCIとの交渉で確認した事を、代表者会議で報告[74]。
- 21日
  - 埼玉西武ライオンズの栗山巧が対ソフトバンク16回戦（西武ドーム）8回で途中退場、左尺骨骨折によりフルイニング出場が390試合で途切れた[75]。
- 22日
  - 福岡ソフトバンクホークスの堂上隼人が強制わいせつ容疑で福岡県警に逮捕された[76]。
- 24日
  - 福岡ソフトバンクホークスが、前日に強制わいせつ容疑で逮捕された堂上隼人との契約を同日付で解除した事を発表。[77]
- 27日
  - 広島東洋カープの石井琢朗（野手コーチ兼任）が2012年限りでの現役引退を表明[78]。プロ24年で通算安打は歴代11位の2430本[79]。

### 9月
- 3日
  - プロ野球実行委員会で、NPBが「侍ジャパン」の事業部局設置を決定[80]。
- 5日
  - NPBが2013年のオールスターゲーム開催日程を発表（詳細日程は2013年の野球#7月を参照）[81]。
  - 阪神タイガース史上初のGMに阪神の監督などを務めた中村勝広が就任[82]。
- 8日
  - この日開催された全6試合が無本塁打に終わる。1958年に2リーグ12球団制となって以降では史上初[24]。1日に6試合以上行われての無本塁打は史上3度目[83][84]。
- 11日
  - 埼玉西武ライオンズは木村文紀の守備位置を投手から外野手へ変更[85]
- 12日
  - 阪神タイガースの金本知憲が2012年限りでの現役引退を表明[24]。1492試合連続フルイニング出場の世界記録を持つ[86]。
- 15日
  - イースタン・リーグはロッテが対日本ハム戦（ロッテ浦和球場）に勝利し、2010年以来2年ぶりの優勝を決めた[87]。
- 16日
  - 横浜DeNAベイスターズの監督の中畑清が対ヤクルト22回戦（神宮）7回表、判定を巡り審判員に暴力行為を働いたとして退場処分に。中畑の退場は監督就任以来初で、巨人のコーチ時代の1994年に続き2度目[88]。
- 17日
  - コミッショナー・加藤良三は16日のヤクルト対DeNA22回戦（神宮）にて審判への暴行で退場処分となったDeNAの監督の中畑清に対し、厳重注意ならびに制裁金15万円の処分を科した[89]。
- 18日
  - 読売ジャイアンツの高木京介が対中日23回戦（ナゴヤドーム）の7回裏に登板して2イニング無失点に抑え、23試合連続無失点として新人としてのセ・リーグ新記録を樹立[90]。
- 19日
  - ウエスタン・リーグはソフトバンクが対阪神戦（鳴尾浜球場）に7対5で勝利し、2008年以来4年ぶりの優勝を決めた[91]。
- 22日
  - オリックス・バファローズは岡田彰布の2012年限りでの監督退任を発表[92]。
- 25日
  - オリックス・バファローズは先に2012年限りでの監督退任を発表していた岡田彰布と、高代延博ヘッドコーチの休養を発表（事実上の解任）。残りの試合はチーフ野手兼内野守備走塁コーチの森脇浩司が監督代行として指揮[93]。オリックスは対ソフトバンク21回戦（京セラドーム大阪）に0対7で敗れ、阪急時代を含めてワースト記録となる12連敗となった[24]
  - 横浜DeNAベイスターズは、初代選手会長を（役職自体は横浜時代の2011年より）務めた新沼慎二の現役引退を発表[94]。
- 29日
  - 阪神タイガースは、鄭凱文に対し戦力外通告[95]。
- 30日
  - 横浜DeNAベイスターズが対中日23回戦（横浜スタジアム）で敗れ、横浜時代の2008年から5年連続となるセ・リーグ最下位が決定[24]

### 10月
- 1日
  - 日本野球機構が社団法人から一般社団法人に移行[96]。
  - 埼玉西武ライオンズは平尾博嗣と佐藤友亮の現役引退を発表。また同日、星野智樹、エンリケ・ゴンザレス、阿部真宏に戦力外通告した[97]ほか、二軍監督の行澤久隆が辞任を申し入れた[98]。
- 2日
  - 西武対ロッテ23回戦（西武ドーム）で西武が3対5でロッテに敗れたため、日本ハムの3年ぶり6度目のパ・リーグ優勝が決定。首位チームが試合のない日にリーグ優勝が決定するのは2010年の中日以来2年ぶりで、パ・リーグにおいては1988年の西武（10.19の項を参照）以来24年ぶり[99]。
  - 読売ジャイアンツの澤村拓一が神奈川県川崎市多摩区南生田の市道交差点で自動車運転中、自動車と衝突する事故を起こした。澤村に怪我はなかったが、衝突した相手側の車の3人が軽傷を負った[100]。
  - 中日ドラゴンズの英智が現役引退を表明、2013年より外野守備走塁コーチに就任
  - 埼玉西武ライオンズのMICHEALと大島裕行が現役引退[101]。
  - 読売ジャイアンツは朝井秀樹、久米勇紀、土本恭平、宮本武文、古川祐樹、齋藤圭祐、円谷英俊、財前貴男、伊集院峰弘、小林高也に戦力外通告[102]
  - 北海道日本ハムファイターズは松家卓弘に戦力外通告[103]
  - 中日ドラゴンズは金剛弘樹、平井正史、小笠原孝、齊藤信介、マキシモ・ネルソン、久本祐一、髙島祥平、加藤聡に戦力外通告[104]
  - 埼玉西武ライオンズは藤田太陽、桟原将司に戦力外通告[101]
  - 東京ヤクルトスワローズは一場靖弘、加藤幹典、小野寺力、渡辺恒樹、木下達生、福川将和に戦力外通告[105]
  - 東北楽天ゴールデンイーグルスは下柳剛、川島亮、有銘兼久、佐竹健太、川岸強に戦力外通告[106]
  - 阪神タイガースは小林宏、蕭一傑、松崎伸吾、石川俊介、横山龍之介、吉岡興志、野原祐也、甲斐雄平に戦力外通告[107]
  - 横浜DeNAベイスターズは福山博之、小林公太、大原淳也、高森勇旗に戦力外通告[108]
- 3日
  - 中日ドラゴンズの山本昌が対阪神最終戦（ナゴヤドーム）で勝利投手となり、47歳1か月で最年長勝利のセ・リーグ記録を更新[109]。
  - 東京ヤクルトスワローズは、上野啓輔、麻生知史、北野洸貴、曲尾マイケの育成選手4名との契約更新しない旨と、淡口憲治（二軍打撃コーチ）・古久保健二（二軍バッテリーコーチ）の退団を併せて発表[110]。
  - 広島東洋カープは、小松剛、相沢寿聡、山本芳彦、末永真史、並びに育成選手の永川光浩と中村亘佑の計6名に戦力外通告を行った[111]。
  - 埼玉西武ライオンズの涌井秀章が30セーブ。開幕投手の30セーブは1982年の大洋の斎藤明夫以来[24]
- 4日
  - 読売ジャイアンツの中谷仁が現役引退を表明[112]。
  - オリックス・バファローズは荒金久雄、森山周、丹羽将弥、長峰昌司、西川雅人、柴田亮輔の6名および延江大輔、甲斐拓哉、小林賢司の育成契約3投手に戦力外通告[113]。
- 6日
  - 読売ジャイアンツの澤村拓一が対DeNA23回戦で10勝目を挙げ、巨人では堀内恒夫以来45年ぶりとなる新人からの2年連続2桁勝利を記録
  - ファーム日本選手権ソフトバンク対ロッテ戦（松山坊っちゃんスタジアム）が行われ、ロッテが4対0で勝利し2年ぶり3度目のファーム日本一に輝いた
  - オリックス・バファローズの二軍監督の新井宏昌が退団。
- 7日
  - オリックス・バファローズの北川博敏が現役引退[114]。
  - 東京ヤクルトスワローズの福地寿樹、宮出隆自が現役引退[115]。
  - 東北楽天ゴールデンイーグルスが岩村明憲に戦力外を通告。同時に山村宏樹の現役引退も発表[116][117]。
  - 福岡ソフトバンクホークスは小椋真介、下沖勇樹、大田原隆太（大田原は育成契約）と仲澤忠厚、近田怜王に戦力外通告、同時に田之上慶三郎（二軍投手）、山村善則（三軍打撃）のコーチ2名の退団も発表[118]。
  - 千葉ロッテマリーンズは山本一徳、林啓介、光原逸裕、松本幸大、秋親、的場直樹、渡辺正人、南竜介および、育成選手契約の山口祥吾、石田淳也、鈴江彬、生山裕人、木本幸広の計13名に対してに戦力外を通告[119]。
- 8日
  - ソフトバンク対オリックス戦（福岡Yahoo!Japanドーム）が福岡ソフトバンクホークスの小久保裕紀の引退試合として行われ、小久保は4番一塁で先発出場するが4打数0安打に終わり、最終打席は遊飛。
  - 千葉ロッテマリーンズの西村徳文が2012年限りで監督を辞任することが決定。契約残り1年で事実上の解任[120]。
  - オリックス・バファローズの監督代行を務めていた森脇浩司が新監督に正式就任[121]。
  - 東北楽天ゴールデンイーグルスがヘッドコーチの田淵幸一、外野守備走塁コーチの本西厚博、野手総合兼巡回コーチの仁村薫、育成チーフコーチの広橋公寿を解任[122]。
- 9日
  - セ・パ両リーグ共に、2012年レギュラーシーズン閉幕。
  - 元埼玉西武ライオンズで、MLBにも挑戦した土肥義弘が現役引退を表明[123]。
  - 東北楽天ゴールデンイーグルスはこの日、大久保博元の二軍監督就任のほか、二軍の新チーム体制を発表[124]。
- 10日
  - 横浜DeNAベイスターズが清水直行に戦力外を通告した他、打撃コーチの井上純と内野守備走塁コーチの白井一幸の退団を発表[125]。ボビー・クレイマー、ブランドン・マン、ジオ・アルバラードと、オスカー・サラサー、ランディ・ルイーズの外国人選手5名の解雇も発表[126]。
- 15日
  - 埼玉西武ライオンズはヘッド兼打撃コーチの土井正博の退団を発表[127]。
  - 千葉ロッテマリーンズは高橋慶彦、西本聖、井上祐二、成本年秀、袴田英利、金森栄治、上川誠二、山森雅文のコーチ8名の退団を発表[128]。
  - 阪神タイガースのクレイグ・ブラゼルが退団[129]。
- 16日
  - 阪神タイガースが2013年のコーチ陣を発表[130]。
  - 広島東洋カープは打撃コーチの町田公二郎との契約を解除、同様に大野豊（投手チーフコーチ）、熊沢秀浩（二軍バッテリーコーチ）の辞任も発表[131]。
- 18日
  - 千葉ロッテマリーンズの新監督に元西武の伊東勤が就任[132]。
- 19日
  - パ・リーグクライマックスシリーズ、ファイナルステージ第3戦が札幌ドームで行われ、日本ハムがソフトバンクに4対2で勝利し、4勝0敗で3年ぶり6回目の日本シリーズ出場。
- 22日
  - 東京ヤクルトスワローズが2013年の一軍コーチ陣を発表[133][134]。
- 23日
  - 埼玉西武ライオンズの阿部真宏が現役引退[135]。
  - 北海道日本ハムファイターズはこの日、宮本賢、市川卓、関口雄大に対し戦力外通告[136]。GMの山田正雄がメジャー挑戦を表明していた大谷翔平をドラフトで強行指名する事を表明[137]。
- 24日
  - 中日ドラゴンズの投手コーチの権藤博が退団[138]。
- 25日
  - ドラフト会議がこの日行われ、先にMLB挑戦を表明した花巻東大谷翔平を日本ハムが単独指名。前年日本ハムの1巡目指名を拒否した東海大菅野智之が1年の浪人を経て巨人単独指名。複数球団による競合となった亜細亜大学東浜巨はソフトバンク、大阪桐蔭藤浪晋太郎は阪神がそれぞれ交渉権を獲得した[139]。
  - 福岡ソフトバンクホークスはこの日、テリー・ドイル、レビ・ロメロ、レニエル・ピント、アンヘル・カストロ、ブランドン・アレン、ジョシュ・ショート（育成契約）の6外国人選手の退団を発表[140]。
- 26日
  - 埼玉西武ライオンズが2013年のコーチングスタッフを発表[141]。
- 29日
  - 沢村賞に、福岡ソフトバンクホークスの攝津正が選出、初受賞。最優秀中継ぎ投手獲得者の授賞は史上初[24]
  - 広島東洋カープが2013年の新体制を発表[142]。
- 30日
  - 中日ドラゴンズは退団した権藤博に替わり、二軍担当だった今中慎二が一軍投手コーチに昇格。現役引退した小笠原孝、英智が二軍コーチに就任[143]。
  - 福岡ソフトバンクホークスは郭泰源（元西武、CPBL誠泰元監督。一軍投手担当）、田村藤夫（元日本ハム→ロッテ→ダイエー捕手。一軍バッテリー担当）、吉田修司（元巨人→ダイエー→オリックス。二軍投手担当）、大道典嘉（元ダイエー・ソフトバンク→巨人。二軍打撃担当）、若井基安（三軍打撃担当）がコーチに就任[144]。

### 11月
- 3日
  - 日本シリーズの巨人対日本ハム第6戦（東京ドーム）は巨人が日本ハムに4対3で勝利し、4勝2敗で3年ぶり22度目の日本一達成。MVPは内海哲也が獲得[145][146]。
- 4日
  - 読売ジャイアンツが真田裕貴と田中大二郎に戦力外通告[147]。
  - 北海道日本ハムファイターズは福良淳一（一軍ヘッド）、吉井理人（一軍投手担当）、清水雅治（一軍外野守備走塁担当）の3コーチ[148]と、木田優夫投手の退団を発表[149]。同日、金森敬之投手にも戦力外を通告[150]。
  - オリックス・バファローズが2013年のコーチングスタッフを発表[151]。
- 5日
  - 埼玉西武ライオンズの中島裕之が海外FA権を行使してMLBに挑戦する意向をこの日、同球団に伝えた[152]。
  - 福岡ソフトバンクホークスの多村仁志、吉川輝昭、神内靖と、横浜DeNAベイスターズの江尻慎太郎、山本省吾、吉村裕基の3対3の交換トレードが発表された[153]。
  - オリックス・バファローズの香月良太、阿南徹と、読売ジャイアンツの東野峻、山本和作の2対2の交換トレードが発表[154]。
  - 広島東洋カープの井生崇光の現役引退が発表。スコアラーとして同球団に残る[155]。
- 6日
  - オリックス・バファローズの山﨑浩司と西武の原拓也の交換トレードが発表された[156]。
  - 北海道日本ハムファイターズの田中賢介が海外FA権を行使してMLBに挑戦することを表明した[157]。
- 7日
  - 千葉ロッテマリーンズが2013年のコーチ陣を発表[158]。
- 8日
  - 第41回三井ゴールデングラブ賞の受賞者が発表され、セ・リーグでは畠山和洋（ヤクルト、一塁手）ら3名が初受賞のほか、遊撃手部門で受賞の宮本慎也（ヤクルト）は41歳で史上最年長受賞記録を更新[159]。パ・リーグでは稲葉篤紀（日本ハム）が一塁手部門で初受賞[160]。
  - 阪神タイガースの藤川球児がFA権を行使してMLBに挑戦することを表明した[161]。
- 13日
  - 読売ジャイアンツが2013年のコーチ陣を発表。二軍監督の川相昌弘と、一軍ヘッドコーチの岡崎郁が担当配置を交換。また、前横浜監督の尾花髙夫が二軍投手総合コーチに就任[162]。
  - 読売ジャイアンツの金刃憲人と仲沢広基、東北楽天ゴールデンイーグルスの横川史学と井野卓の交換トレードが両球団から発表された[163]。
- 14日
  - 正力松太郎賞は、巨人の監督の原辰徳と、阿部慎之助がそろって受賞。原は2009年以来3年ぶり3度目、阿部は初受賞で、同一球団からの2名同時受賞は初。また、2名同時受賞は2003年の王貞治と星野仙一以来9年ぶり3度目で、選手の受賞は2000年の松井秀喜以来12年ぶり[164]。
  - 横浜DeNAベイスターズの北篤と北海道日本ハムファイターズの土屋健二のトレードが両球団から発表された。
- 15日
  - 北海道日本ハムファイターズは紺田敏正の現役引退を発表[165]。
  - 東京ヤクルトスワローズの林昌勇が退団[166]。
- 16日
  - 福岡ソフトバンクホークスがニューヨーク・ヤンキースを自由契約となった五十嵐亮太の獲得を発表。3年契約で、背番号53[167]。
- 20日
  - 2012年の新人王が発表され、セ・リーグは広島野村祐輔、パ・リーグはロッテ益田直也がそれぞれ選ばれた[168]。
  - 阪神タイガースが西岡剛と2年契約を結ぶ。背番号は7[169]。
- 21日
  - プロ野球コンベンションがこの日東京都内で開催。セ・パ両リーグのMVPが発表され、セは巨人阿部慎之助、パは日本ハム吉川光夫が選ばれた。ともに初受賞[170]。
- 22日
  - ジョージア魂賞の年間大賞が発表され、巨人坂本勇人が選出された[171]。
  - 北海道日本ハムファイターズは以下2選手の背番号変更を発表。陽岱鋼は24から1、大野奨太は28から2に変更[172]。
  - 東北楽天ゴールデンイーグルスの草野大輔が2012年限りで現役を引退し球団職員になる事が発表された。また同日、ケルビン・ヒメネス、ホセ・フェルナンデス、ルイス・アルフォンソ・ガルシア、ブレット・ハーパー、ルイス・テレーロの外国人5名の解雇も発表された[173]。
  - 福岡ソフトバンクホークスが新外国人として、ブライアン・ラヘアを獲得。2年契約で、背番号は35。登録名は「ラヘア」[174]。
- 23日
  - 北海道日本ハムファイターズが2013年の一軍コーチ陣を発表[175]。
  - 広島東洋カープが2013年シーズンのスローガンを「剣砥挑来」にすることを発表[176]。
- 27日
  - オリックス・バファローズからFA宣言した日高剛が阪神に入団、背番号は37[177]。
- 30日
  - NPBはこの日、2011年度決算が20億579万円と、6期ぶりに黒字となったことを承認[178]。
  - NPBコミッショナー・加藤良三がこの日、各球団提出による2013年度の契約保留者名簿を公示。名簿から外れた98名が自由契約選手となった[179][180]。

### 12月
- 1日
  - オリックス・バファローズが中日の平井正史、ロッテの松本幸大、石川ミリオンスターズのスティーブ・ハモンドを獲得[181]。
  - 中日ドラゴンズが新外国人として、アリゾナ・ダイヤモンドバックスに在籍していたブラッド・バーゲセンの獲得を発表[182]。
  - オリックス・バファローズからFA権を行使した寺原隼人がソフトバンクへ移籍
  - 中日ドラゴンズが新外国人選手として、ドミニカ共和国出身のヘクター・ルナ（元フィリーズ）の獲得を発表[183]。
- [5日
  - 読売ジャイアンツの小笠原道大がこの日契約交渉に臨み、年俸3億6千万円減の7千万円で更改。プロ野球史上最大の減俸となった[184]。
- 6日
  - 日本プロ野球選手会の定期大会がこの日開かれ、4期4年務めた阪神の新井貴浩に替わり、副会長の楽天の嶋基宏を新会長に選出。パ・リーグの選手が選ばれるのは初めて。任期は2013年12月まで[185]。
- 7日
  - 埼玉西武ライオンズからドラフト2位指名された千葉国際高等学校の相内誠が、12月4日に仮免許で乗用車を運転し無免許運転とスピード違反で千葉県警察に摘発されていたことが発覚し、高校側が相内を無期限の謹慎処分としたことを発表。なお相内は未成年であるが高校側は実名を公表した。これを受けて西武も入団手続きを当面見合わせるとの方針を発表[186][187][188]。
- 11日
  - 東京ヤクルトスワローズが、前楽天の岩村明憲を獲得。1年契約で、7年ぶりの古巣復帰となる。背番号は48[189]。
  - 横浜DeNAベイスターズが、元中日のトニ・ブランコを獲得[190]。
  - 東北楽天ゴールデンイーグルスが、MLB通算434本塁打のアンドリュー・ジョーンズを獲得した事を、オーナーの三木谷浩史がこの日明らかにした[191]。
- 14日
  - 周南市野球場が、旧新南陽市（現：周南市）出身の津田恒実の栄誉を称え、球場の愛称を津田の名前を冠した「津田恒実メモリアルスタジアム」と決定[192]。
- 17日
  - 広島東洋カープの堂林翔太が契約更改で、背番号を13から7に変更[193]。
- 20日
  - 埼玉西武ライオンズが2013年のチームスローガンを「骨太!ライオンズイズム2013」とすることを発表[194]。
- 21日
  - 読売ジャイアンツが、マニー・アコスタの獲得を発表[195]。
- 23日
  - 東北楽天ゴールデンイーグルスが、ケーシー・マギーの獲得を発表。背番号は3[196]。
- 24日
  - 千葉ロッテマリーンズの根元俊一の背番号を32から2に変更[197]。
- 25日
  - 北海道日本ハムファイターズからドラフト1位指名を受けた花巻東大谷翔平がこの日、正式に同球団に入団[198]。
  - 阪神からFA宣言した平野恵一がオリックス・バファローズへ移籍[199]。
  - 東北楽天ゴールデンイーグルスが新外国人として契約しているアンドリュー・ジョーンズがこの日早朝にアトランタ郊外にて暴行容疑で逮捕された[200]。
- 28日
  - 楽天が、アリゾナ・ダイヤモンドバックスからFAとなった斎藤隆を獲得することが明らかになった。斎藤は横浜以来8年ぶりの日本球界復帰となる[201]。
- 29日
  - 東北楽天ゴールデンイーグルスの野村克也が名誉監督職を退任[202]。
- 30日
  - 門倉健が現役引退[203]。

## 達成された記録

### 打者の記録
- 4月7日
  - 埼玉西武ライオンズの中島裕之が対ソフトバンク2回戦（西武ドーム）にて、プロ入り通算150本塁打を達成[204]。
- 4月10日
  - 中日ドラゴンズの谷繁元信が対巨人戦でプロ野球史上13人目の通算1000四球[38]。
- 4月19日
  - 広島東洋カープの東出輝裕が対DeNA6回戦（MAZDA Zoom-Zoom スタジアム広島）でプロ野球史上13人目の通算250犠打を達成。
- 4月28日
  - 北海道日本ハムファイターズの稲葉篤紀が対楽天4回戦（Kスタ宮城）で通算2000安打、史上39人目[43][205]。
- 5月3日
  - 中日ドラゴンズの井端弘和が対阪神戦でプロ野球史上174人目の通算1500試合出場[37]。
  - 埼玉西武ライオンズの中島裕之が対楽天戦でプロ野球史上17人目の通算100死球[37]。
- 5月4日
  - 北海道日本ハムファイターズの稲葉篤紀が、対オリックス第7回戦の5回裏に古川秀一から右越本塁打を打ち、通算250本塁打達成。史上58人目[206]。
  - 東京ヤクルトスワローズの宮本慎也が、対広島戦（神宮）で通算2000安打[24]。史上40人目で、歴代最年長（41歳5ヶ月）での達成[207]。
  - 読売ジャイアンツの高橋由伸が対阪神戦でプロ野球史上175人目の通算1500試合出場[37]。
- 5月4日
  - 横浜DeNAベイスターズの中村紀洋が対中日6回戦（横浜）の9回裏に本塁打を記録し、全球団から本塁打達成。史上22人目[208]。
- 5月9日
  - 北海道日本ハムファイターズの田中賢介が対ロッテ戦で通算1000試合出場、史上450人目[209]。
- 5月10日
  - 福岡ソフトバンクホークスの松中信彦が対オリックス戦で通算350号本塁打、史上27人目[209]。
- 5月22日
  - 北海道日本ハムファイターズのターメル・スレッジが対DeNA1回戦（札幌ドーム）の3回裏に本塁打を記録し、全球団から本塁打達成。史上23人目[208]。
- 6月2日
  - 阪神タイガースの金本知憲が対日本ハム3回戦（札幌ドーム）にてプロ野球史上9人目となる通算2500試合出場を達成[210]。
- 6月3日
  - 阪神タイガースの金本知憲が対日本ハム4回戦（札幌ドーム）にてプロ野球史上9人目となる通算1500打点を達成。44歳2か月と、史上最年長の達成となった[211]。
- 6月24日
  - 福岡ソフトバンクホークスの小久保裕紀が対日本ハム戦（ヤフードーム）で復帰し、4回裏に安打を放ち、通算2000安打達成[24]。プロ野球史上41人目。1999本目を記録してから登録抹消などがあり33日目での達成[212]。
- 6月27日
  - 北海道日本ハムファイターズの田中賢介が対楽天戦で、プロ野球史上268人目の通算1000本安打[213]。
- 6月28日
  - 阪神タイガースの金本知憲が対中日戦の7回2死から、プロ野球史上7人目の通算2500安打。プロ野球史上7人目。44歳2カ月での到達は、南海（現ソフトバンク）などでプレーした門田博光の43歳5カ月を抜く最年長記録。大卒では史上初[214][213]。
  - 福岡ソフトバンクホークスの小久保裕紀が対オリックス戦でプロ野球史上46人目の通算2000試合出場、史上46人目[213]。
- 6月30日
  - 読売ジャイアンツの阿部慎之助が対中日戦で通算100死球、史上18人目[213]。
- 7月4日
  - 千葉ロッテマリーンズの里崎智也が対楽天戦で通算100本塁打。史上265人目[215]。
- 7月31日
  - オリックス・バファローズの後藤光尊が対西武戦で通算1000安打、史上269人目[216]。
- 8月4日
  - 千葉ロッテマリーンズの今江敏晃が対オリックス戦で通算1000安打、史上270人目[216]。
  - 読売ジャイアンツの村田修一が対DeNA戦で全球団から本塁打達成、史上24人目[216]。
- 8月8日
  - 北海道日本ハムファイターズの稲葉篤紀が対ソフトバンク16回戦（帯広の森野球場）で史上38人目の通算1000打点、史上38人目[217]。
- 8月17日
  - 読売ジャイアンツの高橋由伸が対広島16回戦（東京ドーム）で通算300号本塁打、史上37人目[218]。
- 8月22日
  - 福岡ソフトバンクホークスの小久保裕紀が対西武戦で通算1500三振、史上11人目[219]。
- 9月4日
  - 中日ドラゴンズの荒木雅博が対広島戦で通算250犠打、史上34人目[220]。
- 9月8日
  - 千葉ロッテマリーンズの里崎智也が対ソフトバンク戦で通算1000試合出場、史上456人目[220]。
- 9月14日
  - 読売ジャイアンツの谷佳知が対阪神22回戦（東京ドーム）7回裏、岩田稔から二塁打を記録し、通算350二塁打、史上35人目[221]。
  - 横浜DeNAベイスターズの金城龍彦が対ヤクルト20回戦（神宮球場）7回表、村中恭兵から中前打を記録し、通算1500安打、史上112人目[222]。
- 9月15日
  - 阪神タイガースの鳥谷敬が対巨人23回戦（東京ドーム）4回表、D.J.ホールトンから右越えソロ本塁打を記録し、プロ野球史上266人目となる通算100本塁打、史上266人目[223]。
- 9月26日
  - 東京ヤクルトスワローズの宮本慎也が対阪神21回戦（神宮球場）3回裏に送りバント、プロ野球3人目の通算400犠打を達成。なお2000本安打達成者の400犠打到達は史上初となる[224]。
- 10月4日
  - 東京ヤクルトスワローズの福地寿樹が対広島戦で通算250盗塁打、史上44人目[225]。

### 投手の記録
- 4月6日
  - 広島東洋カープの前田健太が対DeNA1回戦（横浜スタジアム）で、ノーヒットノーラン、史上74人目[24]。プロ野球では6年ぶりの快挙[226]。
- 4月11日
  - 阪神タイガースの藤川球児が対広島対2回戦（MAZDA Zoom-Zoom スタジアム広島）で通算200セーブ、史上5人目[38]。
- 4月12日
  - 読売ジャイアンツの内海哲也が対中日戦で通算1000奪三振、史上130人目[38]。
- 5月3日
  - 千葉ロッテマリーンズの渡辺俊介が対オリックス戦で通算1500投球回、史上166人目[37]。
- 5月4日
  - 埼玉西武ライオンズの涌井秀章が対ロッテ戦（西武ドーム）で9回からリリーフで登板。日本人選手最多のプロ入りからの連続先発登板記録が175でストップ[44]。
- 5月11日
  - 千葉ロッテマリーンズの成瀬善久が対ソフトバンク戦で通算1000投球回数、プロ野球史上325人目[209]。
- 5月30日
  - 読売ジャイアンツの杉内俊哉が対楽天1回戦でノーヒットノーラン達成[227]。9回2死まで完全試合だったが四球を出し、完全記録は逸した。史上75人目、シーズン2人目。
- 6月5日
  - 広島東洋カープの大竹寛が対日本ハム戦でプロ野球史上326人目の通算1000投球回数[53]。
- 6月9日
  - 中日ドラゴンズの岩瀬仁紀が対楽天戦で、日本プロ野球新記録の9年連続20セーブ[53]。
- 6月29日
  - 東北楽天ゴールデンイーグルスの田中将大が対ソフトバンク戦でプロ野球史上327人目の通算1000投球回数[213]。
- 7月4日
  - 横浜DeNAベイスターズの三浦大輔が対巨人戦で、プロ野球史上47人目の通算150勝[215]。
- 7月6日
  - 埼玉西武ライオンズの西口文也が対楽天戦で、通算2500投球回、史上45人目[215]。
- 7月27日
  - 読売ジャイアンツの杉内俊哉が対広島戦で、プロ野球史上10人目の全球団勝利。大阪近鉄バファローズを含む13球団からは史上2人目[228]。
- 8月1日
  - 阪神タイガースの久保康友が対ヤクルト戦で通算1000投球回数、史上328人目[216]。
- 8月14日
  - 千葉ロッテマリーンズのセス・グライシンガーが対ソフトバンク戦でプロ野球史上11人目の全球団勝利。外国人投手の達成は史上初[228]。
- 8月21日
  - 東京ヤクルトスワローズの石川雅規が対巨人戦で通算1000奪三振、史上132人目[219]。
- 8月19日
  - 東北楽天ゴールデンイーグルスの田中将大が対西武16回戦（西武ドーム）で通算1000奪三振、史上131人目[229]。
- 8月24日
  - 中日ドラゴンズの岩瀬仁紀が対ヤクルト戦で、8年連続30セーブ[219]。
- 9月4日
  - 横浜DeNAベイスターズの山口俊が対ヤクルト戦で、プロ野球史上25人目の通算100セーブ。25歳53日での達成は史上最年少[220]。
- 10月1日
  - 横浜DeNAベイスターズの藤井秀悟が対中日24回戦（横浜スタジアム）に先発して6回4失点で降板し、先発登板時に103試合連続完投なしのプロ野球新記録を作った。なお、藤井はこの試合の1回表に荒木雅博から三振を奪って通算1000奪三振を達成。プロ野球史上133人目[230]。
- 10月5日
  - 中日ドラゴンズの岩瀬仁紀が対広島戦で、プロ野球史上6人目の通算800試合登板、高卒以外では史上初[225]。
- 10月8日
  - オリックスの西勇輝がソフトバンク戦（福岡Yahoo!Japanドーム）でプロ野球史上76人目、87度目のノーヒットノーラン達成[231][232]。

### その他の記録
- 5月11日
  - 東北楽天ゴールデンイーグルスの監督の星野仙一が監督通算1000勝。投手専任出身監督としては戦後初[24]
- 9月12日
  - 読売ジャイアンツの監督の原辰徳が対広島20回戦（東京ドーム）で5対0で勝利し、監督通算700勝を達成。

## 競技結果

### 順位表
| 順位 | 球団                   | 勝 | 敗 | 分 | 勝率 | 差   |
| 1位  | 読売ジャイアンツ       | 86 | 43 | 15 | .667 | 優勝 |
| 2位  | 中日ドラゴンズ         | 75 | 53 | 16 | .586 | 10.5 |
| 3位  | 東京ヤクルトスワローズ | 68 | 65 | 11 | .511 | 20.0 |
| 4位  | 広島東洋カープ         | 61 | 71 | 12 | .462 | 26.5 |
| 5位  | 阪神タイガース         | 55 | 75 | 14 | .423 | 31.5 |
| 6位  | 横浜DeNAベイスターズ   | 46 | 85 | 13 | .351 | 41.0 |

| 順位 | 球団                         | 勝 | 敗 | 分 | 勝率 | 差   |
| 1位  | 北海道日本ハムファイターズ   | 74 | 59 | 11 | .556 | 優勝 |
| 2位  | 埼玉西武ライオンズ           | 72 | 63 | 9  | .533 | 3.0  |
| 3位  | 福岡ソフトバンクホークス     | 67 | 65 | 12 | .508 | 6.5  |
| 4位  | 東北楽天ゴールデンイーグルス | 67 | 67 | 10 | .500 | 7.5  |
| 5位  | 千葉ロッテマリーンズ         | 62 | 67 | 15 | .481 | 10.0 |
| 6位  | オリックス・バファローズ     | 57 | 77 | 10 | .425 | 17.5 |

### セ・パ交流戦
優勝：読売ジャイアンツ（初、セ・リーグでは初）
- 最優秀選手：内海哲也（巨人）

| 順位 | 球団                         | 勝 | 敗 | 分 | 勝率 | 差   |
| 1位  | 読売ジャイアンツ             | 17 | 7  | 0  | .708 | 優勝 |
| 2位  | 北海道日本ハムファイターズ   | 14 | 8  | 2  | .636 | 2.0  |
| 3位  | 千葉ロッテマリーンズ         | 12 | 7  | 5  | .632 | 2.5  |
| 4位  | 中日ドラゴンズ               | 12 | 8  | 4  | .600 | 3.0  |
| 5位  | 埼玉西武ライオンズ           | 13 | 11 | 0  | .542 | 4.0  |
| 6位  | 広島東洋カープ               | 10 | 11 | 3  | .476 | 5.5  |
| 7位  | オリックス・バファローズ     | 10 | 13 | 1  | .435 | 6.5  |
| 8位  | 阪神タイガース               | 9  | 12 | 3  | .429 | 6.5  |
| 9位  | 東北楽天ゴールデンイーグルス | 10 | 14 | 0  | .417 | 7.0  |
| 10位 | 横浜DeNAベイスターズ         | 9  | 14 | 1  | .391 | 7.5  |
| 11位 | 福岡ソフトバンクホークス     | 8  | 13 | 3  | .381 | 7.5  |
| 12位 | 東京ヤクルトスワローズ       | 9  | 15 | 0  | .375 | 8.0  |

#### クライマックスシリーズ
| 日付                 | 試合  | ビジター球団（先攻）   | スコア | ホーム球団（後攻） | 開催球場     |
| 10月13日（土）       | 第1戦 | 東京ヤクルトスワローズ | 1 - 6  | 中日ドラゴンズ     | ナゴヤドーム |
| 10月14日（日）       | 第2戦 | 東京ヤクルトスワローズ | 1 - 0  | 中日ドラゴンズ     | ナゴヤドーム |
| 10月15日（月）       | 第3戦 | 東京ヤクルトスワローズ | 1 - 4  | 中日ドラゴンズ     | ナゴヤドーム |
| 勝者：中日ドラゴンズ |       |                        |        |                    |              |

| 日付                           | 試合  | ビジター球団（先攻）     | スコア | ホーム球団（後攻） | 開催球場   |
| 10月13日（土）                 | 第1戦 | 福岡ソフトバンクホークス | 2 - 1  | 埼玉西武ライオンズ | 西武ドーム |
| 10月14日（日）                 | 第2戦 | 福岡ソフトバンクホークス | 0 - 8  | 埼玉西武ライオンズ | 西武ドーム |
| 10月15日（月）                 | 第3戦 | 福岡ソフトバンクホークス | 3 - 2  | 埼玉西武ライオンズ | 西武ドーム |
| 勝者：福岡ソフトバンクホークス |       |                          |        |                    |            |

| 日付                   | 試合           | ビジター球団（先攻） | スコア | ホーム球団（後攻） | 開催球場   |
| アドバンテージ         | アドバンテージ | 中日ドラゴンズ       |        | 読売ジャイアンツ   |            |
| 10月17日（水）         | 第1戦          | 中日ドラゴンズ       | 3 - 1  | 読売ジャイアンツ   | 東京ドーム |
| 10月18日（木）         | 第2戦          | 中日ドラゴンズ       | 5 - 2  | 読売ジャイアンツ   | 東京ドーム |
| 10月19日（金）         | 第3戦          | 中日ドラゴンズ       | 5 - 4  | 読売ジャイアンツ   | 東京ドーム |
| 10月20日（土）         | 第4戦          | 中日ドラゴンズ       | 1 - 3  | 読売ジャイアンツ   | 東京ドーム |
| 10月21日（日）         | 第5戦          | 中日ドラゴンズ       | 2 - 3  | 読売ジャイアンツ   | 東京ドーム |
| 10月22日（月）         | 第6戦          | 中日ドラゴンズ       | 2 - 4  | 読売ジャイアンツ   | 東京ドーム |
| 勝者：読売ジャイアンツ |                |                      |        |                    |            |

| 日付                             | 試合           | ビジター球団（先攻）     | スコア | ホーム球団（後攻）         | 開催球場   |
| アドバンテージ                   | アドバンテージ | 福岡ソフトバンクホークス |        | 北海道日本ハムファイターズ |            |
| 10月17日（水）                   | 第1戦          | 福岡ソフトバンクホークス | 2 - 3  | 北海道日本ハムファイターズ | 札幌ドーム |
| 10月18日（木）                   | 第2戦          | 福岡ソフトバンクホークス | 0 - 3  | 北海道日本ハムファイターズ | 札幌ドーム |
| 10月19日（金）                   | 第3戦          | 福岡ソフトバンクホークス | 2 - 4  | 北海道日本ハムファイターズ | 札幌ドーム |
| 勝者：北海道日本ハムファイターズ |                |                          |        |                            |            |

### 日本シリーズ
| 日付                                    | 試合   | ビジター球団（先攻）       | スコア | ホーム球団（後攻）         | 開催球場   |
| --------------------------------------- | ------ | -------------------------- | ------ | -------------------------- | ---------- |
| 10月27日（土）                          | 第1戦  | 北海道日本ハムファイターズ | 1 - 8  | 読売ジャイアンツ           | 東京ドーム |
| 10月28日（日）                          | 第2戦  | 北海道日本ハムファイターズ | 0 - 1  | 読売ジャイアンツ           | 東京ドーム |
| 10月29日（月）                          | 移動日 | 移動日                     | 移動日 | 移動日                     | 移動日     |
| 10月30日（火）                          | 第3戦  | 読売ジャイアンツ           | 3 - 7  | 北海道日本ハムファイターズ | 札幌ドーム |
| 10月31日（水）                          | 第4戦  | 読売ジャイアンツ           | 0 - 1  | 北海道日本ハムファイターズ | 札幌ドーム |
| 11月1日（木）                           | 第5戦  | 読売ジャイアンツ           | 10 - 2 | 北海道日本ハムファイターズ | 札幌ドーム |
| 11月2日（金）                           | 移動日 | 移動日                     | 移動日 | 移動日                     | 移動日     |
| 11月3日（土）                           | 第6戦  | 北海道日本ハムファイターズ | 3 - 4  | 読売ジャイアンツ           | 東京ドーム |
| 優勝：読売ジャイアンツ（3年ぶり22回目） |        |                            |        |                            |            |

### 個人タイトル
|                  | セントラル・リーグ | セントラル・リーグ | セントラル・リーグ | パシフィック・リーグ | パシフィック・リーグ | パシフィック・リーグ |
| タイトル         | 選手               | 球団               | 成績               | 選手                 | 球団                 | 成績                 |
| ---------------- | ------------------ | ------------------ | ------------------ | -------------------- | -------------------- | -------------------- |
| 最優秀選手       | 阿部慎之助         | 巨人               |                    | 吉川光夫             | 日本ハム             |                      |
| 最優秀新人       | 野村祐輔           | 広島               |                    | 益田直也             | ロッテ               |                      |
| 首位打者         | 阿部慎之助         | 巨人               | .340               | 角中勝也             | ロッテ               | .312                 |
| 本塁打王         | W.バレンティン     | ヤクルト           | 31本               | 中村剛也             | 西武                 | 27本                 |
| 打点王           | 阿部慎之助         | 巨人               | 104点              | 李大浩               | オリックス           | 91点                 |
| 最多安打         | 長野久義           | 巨人               | 173本              | 内川聖一             | ソフトバンク         | 157本                |
| 最多安打         | 坂本勇人           | 巨人               | 173本              | 内川聖一             | ソフトバンク         | 157本                |
| 盗塁王           | 大島洋平           | 中日               | 32個               | 聖澤諒               | 楽天                 | 54個                 |
| 最高出塁率       | 阿部慎之助         | 巨人               | .429               | 糸井嘉男             | 日本ハム             | .404                 |
| 最優秀防御率     | 前田健太           | 広島               | 1.53               | 吉川光夫             | 日本ハム             | 1.71                 |
| 最多勝利         | 内海哲也           | 巨人               | 15勝               | 攝津正               | ソフトバンク         | 17勝                 |
| 最多奪三振       | 杉内俊哉           | 巨人               | 172個              | 田中将大             | 楽天                 | 169個                |
| 最多奪三振       | 能見篤史           | 阪神               | 172個              | 田中将大             | 楽天                 | 169個                |
| 最高勝率         | 杉内俊哉           | 巨人               | .750               | 攝津正               | ソフトバンク         | .773                 |
| 最多セーブ投手   | T.バーネット       | ヤクルト           | 33S                | 武田久               | 日本ハム             | 32S                  |
| 最多セーブ投手   | 岩瀬仁紀           | 中日               | 33S                | 武田久               | 日本ハム             | 32S                  |
| 最優秀中継ぎ投手 | 山口鉄也           | 巨人               | 47HP               | 増井浩俊             | 日本ハム             | 50HP                 |

### 月間MVP
|        | セントラル・リーグ | セントラル・リーグ | セントラル・リーグ | セントラル・リーグ | パシフィック・リーグ | パシフィック・リーグ | パシフィック・リーグ | パシフィック・リーグ |
|        | 投手               | 球団               | 野手               | 球団               | 投手                 | 球団                 | 野手                 | 球団                 |
| ------ | ------------------ | ------------------ | ------------------ | ------------------ | -------------------- | -------------------- | -------------------- | -------------------- |
| 3・4月 | 館山昌平           | ヤクルト           | W.バレンティン     | ヤクルト           | 武田勝               | 日本ハム             | 稲葉篤紀             | 日本ハム             |
| 5月    | 杉内俊哉           | 巨人               | T.ブランコ         | 中日               | 青山浩二             | 楽天                 | 李大浩               | オリックス           |
| 6月    | 前田健太           | 広島               | 阿部慎之助         | 巨人               | 田中将大             | 楽天                 | 中島裕之             | 西武                 |
| 7月    | 山口鉄也           | 巨人               | Ａ.ラミレス        | DeNA               | 大隣憲司             | ソフトバンク         | 李大浩               | オリックス           |
| 8月    | 吉見一起           | 中日               | 阿部慎之助         | 巨人               | 吉川光夫             | 日本ハム             | J.ホワイトセル       | ロッテ               |
| 9月    | 館山昌平           | ヤクルト           | 阿部慎之助         | 巨人               | 武田久               | 日本ハム             | 糸井嘉男             | 日本ハム             |

### ベストナイン
|          | セントラル・リーグ | セントラル・リーグ | パシフィック・リーグ | パシフィック・リーグ |
| 守備位置 | 選手               | 球団               | 選手                 | 球団                 |
| -------- | ------------------ | ------------------ | -------------------- | -------------------- |
| 投手     | 内海哲也           | 巨人               | 吉川光夫             | 日本ハム             |
| 捕手     | 阿部慎之助         | 巨人               | 鶴岡慎也             | 日本ハム             |
| 一塁手   | T.ブランコ         | 中日               | 李大浩               | オリックス           |
| 二塁手   | 田中浩康           | ヤクルト           | 田中賢介             | 日本ハム             |
| 三塁手   | 村田修一           | 巨人               | 中村剛也             | 西武                 |
| 遊撃手   | 坂本勇人           | 巨人               | 中島裕之             | 西武                 |
| 外野手   | 長野久義           | 巨人               | 糸井嘉男             | 日本ハム             |
| 外野手   | 大島洋平           | 中日               | 角中勝也             | ロッテ               |
| 外野手   | W.バレンティン     | ヤクルト           | 内川聖一             | ソフトバンク         |
| 指名打者 |                    |                    | W.ペーニャ           | ソフトバンク         |

### ゴールデングラブ賞
|        | セントラル・リーグ | セントラル・リーグ | パシフィック・リーグ | パシフィック・リーグ |
| ------ | ------------------ | ------------------ | -------------------- | -------------------- |
| 投手   | 前田健太           | 広島               | 田中将大             | 楽天                 |
| 捕手   | 谷繁元信           | 中日               | 炭谷銀仁朗           | 西武                 |
| 一塁手 | 畠山和洋           | ヤクルト           | 稲葉篤紀             | 日本ハム             |
| 二塁手 | 田中浩康           | ヤクルト           | 本多雄一             | ソフトバンク         |
| 三塁手 | 宮本慎也           | ヤクルト           | 小谷野栄一           | 日本ハム             |
| 遊撃手 | 井端弘和           | 中日               | 中島裕之             | 西武                 |
| 外野手 | 大島洋平           | 中日               | 陽岱鋼               | 日本ハム             |
| 外野手 | 長野久義           | 巨人               | 糸井嘉男             | 日本ハム             |
| 外野手 | 荒波翔             | DeNA               | 岡田幸文             | ロッテ               |

### オールスター戦
第1戦（京セラドーム大阪、7月20日）
- 全セ 4対1 全パ
MVP：中村紀洋（DeNA）

第2戦（松山坊っちゃんスタジアム、7月21日）
- 全セ 4x対0 全パ
MVP：前田健太（広島）

第3戦（岩手県営野球場、7月23日）
- 全パ 6x対2 全セ
MVP：陽岱鋼（日本ハム）

### ファーム
フレッシュオールスター
（HARD OFF ECOスタジアム新潟、7月19日）
全ウエスタン 4-0 全イースタン
MVP：中谷将大（阪神/全ウエスタン）
ファーム日本選手権
（松山坊っちゃんスタジアム、10月6日）
ロッテ 4-0 ソフトバンク
MVP：塀内久雄（ロッテ）